# Цёблиц
Цёблиц (нем. Zöblitz) — район города Мариенберг, вплоть до 30 декабря 2012 года бывший самостоятельным городом в немецкой федеральной земле Саксония.
Подчинён административному округу Хемниц и входит в состав района Рудные Горы. На начало 2017 года население Цёблица (без учёта некогда входивших в его состав посёлков) составляло 1738 человек. Занимает площадь 22,14 км². Официальный код был 14 1 81 410.
Город подразделялся на 4 городских района. В окрестностях Цёблица разрабатываются крупнейшие залежи серпентинита.

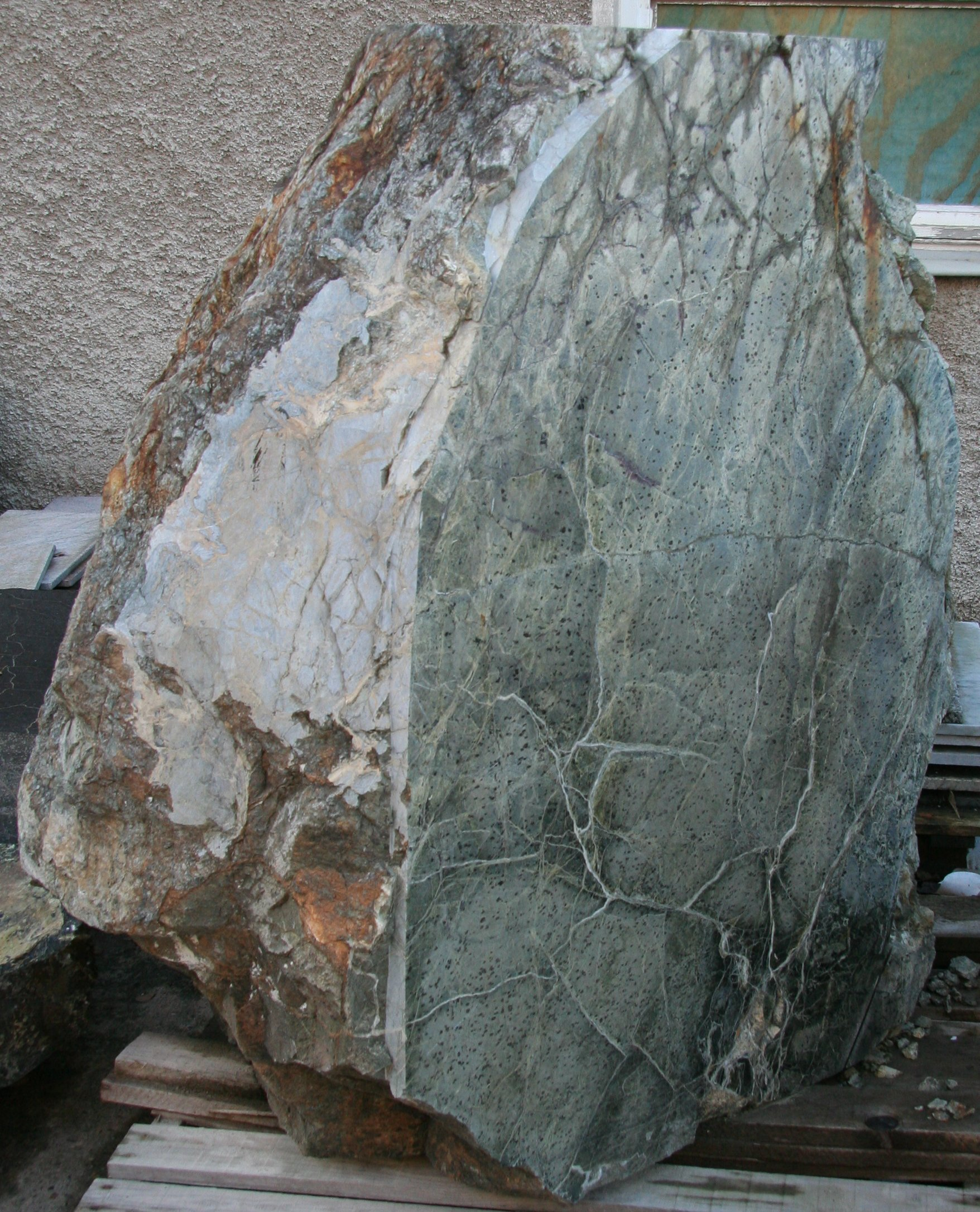
Блок серпентинита из Цёблица